# Andrew Pozzi
Andrew William Pozzi  (* 15. Mai 1992 im Stratford-upon-Avon) ist ein britischer Hürdenläufer, der sich auf den 110-Meter-Hürdenlauf spezialisiert hat. 2018 wurde er Hallenweltmeister über 60 Meter Hürden sowie 2017 Halleneuropameiste und feierte damit seine größten sportlichen Erfolge.

## Karriere
Erste internationale Erfahrungen sammelte Andrew Pozzi bei den Jugendweltmeisterschaften 2009 in Brixen, bei denen er das Halbfinale erreichte. Zwei Jahre später gewann er in 13,57 s die Silbermedaille bei den Junioreneuropameisterschaften in der estnischen Hauptstadt Tallinn. 2012 qualifizierte er sich für die Hallenweltmeisterschaften in Istanbul, bei denen er mit 7,58 s über 60 Meter Hürden den vierten Platz belegte. Während der Saison qualifizierte er sich für die Olympischen Sommerspiele in London, bei denen er sein Rennen in der ersten Runde vorzeitig beenden musste. 2014 nahm er erneut an den Hallenweltmeisterschaften in Sopot teil und belegte dort in 7,53 s erneut den vierten Finalplatz. Aufgrund einer Verletzung konnte er die gesamte Freiluftsaison sowie 2015 keine Rennen bestreiten. 2016 gelangte er bei den Europameisterschaften in Amsterdam das Finale, trat dort aber nicht mehr an. Er qualifizierte sich auch für die Olympischen Spiele in Rio de Janeiro, bei denen er mit 13,67 s im ersten Halbfinale ausschied.
2017 gewann er bei den Halleneuropameisterschaften in Belgrad in 7,51 s die Goldmedaille und setzte sich damit knapp gegen den Franzosen Pascal Martinot-Lagarde durch. Es folgte die Teilnahme an den Weltmeisterschaften in London, bei denen er mit 13,28 s im Halbfinale ausschied. 2018 feierte er mit dem Gewinn der Goldmedaille bei den Hallenweltmeisterschaften in Birmingham in 7,46 s seinen bisher größten Erfolg. Im April 2018 nahm er zum ersten Mal an den Commonwealth Games im australischen Gold Coast teil und belegte dort in 13,53 s den siebten Platz. Im August wurde er dann bei den Europameisterschaften in Berlin in 13,48 s Sechster, wie auch bei den Halleneuropameisterschaften 2019 in Glasgow mit 7,68 s. Bei der Golden Gala in Rom wurde er in 13,29 s Zweiter, wie auch beim Meeting International Mohammed VI d'Athletisme de Rabat in 13,30 s. Anfang Oktober erreichte er bei den Weltmeisterschaften in Doha das Halbfinale und schied dort mit 13,60 s aus. 2020 siegte er in 13,30 s bei den Paavo Nurmi Games und wurde anschließend beim Herculis in Monaco in 13,14 s Zweiter. Auch beim 56. Palio Città della Quercia in Padua lief er nach 13,31 s auf Rang zwei ein, siegte dann aber bei der Golden Gala in 13,15 s. 2021 gewann er dann bei den Halleneuropameisterschaften in Toruń in 7,43 s die Silbermedaille hinter dem Franzosen Wilhem Belocian. Anfang Juni siegte er in 13,26 s beim Meeting International de Montreuil und wurde kurz darauf in 13,25 s Zweiter bei der Golden Gala Pietro Mennea in Rom. Bei den Anniversary Games wurde er in 13,45 s Dritter und im August erreichte er bei den Olympischen Spielen in Tokio das Finale und klassierte sich dort mit 13,30 s auf dem siebten Platz.
2022 erreichte er bei den Hallenweltmeisterschaften in Belgrad das Halbfinale über 60 Meter Hürden, in dem er mit 7,60 s ausschied. Im Juli schied er auch bei den Weltmeisterschaften in Eugene mit 13,35 s im Semifinale aus und gewann anschließend in 13,37 s die Bronzemedaille bei den Commonwealth Games in Birmingham hinter dem Jamaikaner Rasheed Broadbell und Shane Brathwaite aus Barbados. Daraufhin belegte er bei den Europameisterschaften in München in 13,66 s den sechsten Platz.
In den Jahren 2012, 2016 und 2018 wurde Pozzi britischer Meister über 110 Meter Hürden sowie 2014 und zwischen 2016 und 2018 und 2022 Hallenmeister über 60 Meter Hürden.

## Persönliche Bestzeiten
- 110 m Hürden: 13,14 s (−0,1 m/s), 1. Juli 2017 in Paris
  - 60 m Hürden (Halle): 7,43 s, 18. Februar 2017 in Birmingham